# Atentados de Afganistán del 20 de octubre de 2017
Los atentados de Afganistán del 20 de octubre de 2017 fueron una serie de ataques terroristas suicidas contra mezquitas ubicadas en Kabul y en la provincia de Gaur, Afganistán, que dejaron un saldo de al menos a 60 personas muertas.

## Trasfondo
En 2017, los insurgentes llevaron a cabo diversos ataques en Afganistán, incluidos varios en octubre. Los principales ataques incluyeron los que mataron a más de 70 personas en Gardez y Gazni el 17 de octubre y un doble atentado suicida con bomba que mató a 43 soldados afganos en la provincia de Kandahar el 19 de octubre.

## Hechos
Durante el Yumu'ah (oraciones que se celebran cada viernes) del 20 de octubre de 2017, un hombre armado ingresó a Imam Zaman, una mezquita chiita en Kabul. Abrió fuego contra los asistentes y posteriormente detonó una bomba, matando a unas 40 personas.
Ese mismo día, un terrorista suicida detonó sus explosivos en una mezquita sunita en la provincia de Gaur, matando al menos a 20 personas.
El Estado Islámico del Gran Jorasán se atribuyó la responsabilidad del ataque en Kabul.